# Dagmar Lurz
Dagmar Lurz (Dortmund, 18 gennaio 1959) è un'ex pattinatrice artistica su ghiaccio tedesca.

## Palmarès
| Internazionali            | Internazionali | Internazionali | Internazionali | Internazionali | Internazionali | Internazionali | Internazionali | Internazionali | Internazionali |
| Evento                    | 1971–72        | 1972–73        | 1973–74        | 1974–75        | 1975–76        | 1976–77        | 1977–78        | 1978–79        | 1979–80        |
| ------------------------- | -------------- | -------------- | -------------- | -------------- | -------------- | -------------- | -------------- | -------------- | -------------- |
| Giochi olimpici invernali |                |                |                |                | 10°            |                |                |                | 3°             |
| Campionati mondiali       |                |                |                | 17°            | 9°             | 3°             | 4°             | 4°             | 2°             |
| Campionati europei        |                |                |                | 8°             | 6°             | 2°             | 2°             | 2°             | 2°             |
| Nebelhorn Trophy          |                |                |                |                | 3°             |                |                |                |                |
| Nazionali                 |                |                |                |                |                |                |                |                |                |
| Campionati tedeschi       | 5°             | 3°             |                | 3°             | 3°             | 1°             | 1°             | 1°             | 1°             |